# Bongoyo
Bongoyo es una isla deshabitada en Tanzania, situada a 2,5 kilómetros al norte de la ciudad más grande del país, Dar es Salaam. Es la más visitada de las cuatro islas de la Reserva Marina Dar es Salaam (DMR) y un sitio de excursión popular para los turistas y residentes de ese país, sobre todo para bucear y tomar el sol.
La isla se encuentra cerca de la Península Msasani (en el distrito de Kinondoni en la ciudad) y es accesible por medio de un paseo de 30 minutos en bote desde el continente. El punto de partida para la mayoría de los visitantes a la isla es complejo hotelero en el lado occidental de la Península Msasani.
La isla tiene una costa muy rocosa y solo dos playas. La isla entera (aparte de las playas) está cubierta por densos bosques y tiene algunos senderos para caminar, pero con el riesgo de que solo unas pocas personas pasan por allí. El terreno es un poco peligroso, con rocas afiladas. En el centro de la isla se encuentran los restos de un edificio colonial alemán. El océano Índico ha penetrado en la costa norte de la isla, creando una laguna a lo largo de cuyas orillas hay algunos manglares.